# Glaucocharis palidella
Glaucocharis palidella là một loài bướm đêm trong họ Crambidae.